# Maksima
Maksima je žensko osebno ime.

## Izvor imena
Ime Maksima je različica ženskega osebnega imena Maksimiljana.

## Pogostost imena
Po podatkih Statističnega urada Republike Slovenije je bilo na dan 31. decembra 2007 v Sloveniji število ženskih oseb z imenom Maksima: 19.

## Osebni praznik
V koledarju je ime Maksima uvrščeno k imenu Maksimiljana.